# 刚果民主共和国—刚果共和国关系

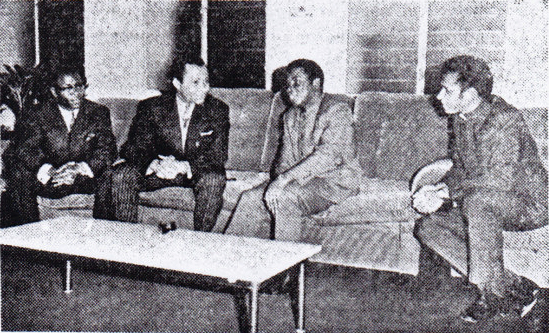
1970年两国官员会面

刚果布-刚果金关系，简称兩刚关系，是指刚果共和国和刚果民主共和国之间的外交关系。两国共享刚果河流域也均以此得名。
两国首都布拉柴维尔和金沙萨在刚果河隔岸相望，是地球上仅次于罗马和梵蒂冈城之后距离最近的两个首都。作为以前分别由法国和比利时统治的法语国家，这两个刚果都是法语国家的成员国。

## 历史
1971年8月，扎伊尔共和国（现刚果民主共和国）宣布刚果共和国的代办为不受欢迎人物时，两国卷入了外交纠纷。（LICOPA事件） 尽管发生了这一事件但两国并没有断交，扎伊尔领导人蒙博托重申了他对中非共和国兄弟关系的承诺。 
同年8月22日，刚果民主共和国法院以“违反国家安全和传播假新闻”为由，判处LICOPA成员安多·伊巴拉有期徒刑3年以及禁止入境10年。 